# ネット流行語100
ネット流行語100（ネットりゅうこうごひゃく）は、ドワンゴとピクシブが共同で企画する、1年間においてネットで流行した言葉を決めるイベント。

## 選考方式
特定の語句について、ニコニコ大百科とピクシブ百科事典で立項された記事のアクセス数を合計し、その数を上位100までリストアップしてノミネーションを行う。両事典の名称に共通する「百」という言葉が本賞の名前の由来となっている。新語・流行語大賞で年間大賞となった「そだねー」など、既存の流行語大賞で上位にランク付けされる語句が選外となるなど、独特の傾向を持つ。また、独立部門として「niconico賞」と「pixiv賞」と「ネット新語賞」（2023年より）も授与される。niconico賞はニコニコアンケートによるユーザーからの投票で最も票を集めた単語が選定される。pixiv賞はその年にpixivに投稿された作品に付けられたタグが、前年と比較して最も多かった単語が選定される。ネット新語賞はその年にネット上で新しく生み出され特に大きな話題となったワードが、ネット流行語100委員会により選定される。

## 授賞式・表彰式

### 2018年
2018年12月14日、東京都港区六本木所在のニコファーレにおいて「ネット流行語100 2018」の授賞式が開催された。授賞式は、スペシャルプレゼンターの古谷徹、司会の松澤千晶、ナレーションの鮎貝健というスタッフで進行された。「ポプテピピック」が第1位の年間大賞となった他、第2位の「バーチャルYouTuber」をはじめ、「キズナアイ」、「電脳少女シロ」、「月ノ美兎」など多くのバーチャルYouTuberがランクインした。
第19位となった「クッパ姫」の発案者とされるhaniwaは、授賞式に際してコメントを寄せた。後に彼がこの賞でガラス製のトロフィーを受け取ったことが海外メディアでも報じられた。

### 2019年
2019年12月15日、東京都品川区西品川、住友不動産大崎ガーデンタワー9F TUNNEL TOKYOにおいて「ネット流行語100 2019」の授賞式が開催された。授賞式は、スペシャルプレゼンターの古谷徹、司会の森遥香が進行した。「にじさんじ」が第1位になった他、.LIVEなどのバーチャルYouTuber関連ワードが前年に続きランクインした。また、2019年は「鬼滅の刃」関連のワードが多くノミネートした。

### 2020年
2020年12月15日、前年同様TUNNEL TOKYOにおいて「ネット流行語100 2020」の表彰式が開催された。司会進行は小西克幸と森遥香。「ウルトラマンZ」のノミネートにより、ウルトラマンゼット本人とメイン監督の田口清隆、「辻野あかり」のノミネートにより、担当声優の梅澤めぐらも出演した。

### 2021年
2021年12月15日に表彰式が開催され、前年同様、司会進行は小西克幸と森遥香が担当した。アニメ『東京卍リベンジャーズ』のノミネートにより、花垣武道役の新祐樹、ネットミーム「やばいクレーマーのSUSURU TV」のノミネートにより、元ネタであるYouTuberのSUSURU、「ふにんがす」の企画者である、ふにちからも出演した。

### 2022年
2022年12月12日に表彰式が開催され、前年同様、司会進行は小西克幸と森遥香が担当した。アニメ『機動戦士ガンダム 水星の魔女』のノミネートにより、スレッタ・マーキュリー役の市ノ瀬加那も出演した。

### 2023年
2023年12月13日に表彰式が開催され、前年同様、司会進行は小西克幸と森遥香が担当した。

### 2024年
2024年12月18日に表彰式が開催され、前年同様、司会進行は小西克幸と森遥香が担当した。今回は2024年KADOKAWA・ニコニコ動画へのサイバー攻撃があった関係で、ニコニコ大百科が停止した6月・7月の2ヶ月間に流行した言葉をノミネートするため、ユーザー投票により決定する「あなうめ賞」を今回限定で設け、これにより選出・ノミネートされた政治家の石丸伸二が出演した。